# Марцелла Лібурд
Дама Марцелла Алтея Лібурд, GCMG , JP

(англ. Marcella Liburd
(10 липня 1953 , Бастер )) — кіттський політик, п'ятий генерал-губернатор Сент-Кіттса і Невіса, що обіймає цю посаду з 2023 р.
Здобула освіту вчителя, а потім адвоката і соліситор, Лібурд була першою жінкою, яка обіймала посади спікера Національних зборів Сент-Кітс і Невіс і генерал-губернатора.
Вона обіймала різні міністерські посади, виконуючи обов'язки прем'єр-міністра та є нинішнім головою опозиції Лейбористської партії.

## Раннє життя
Марцелла Лібурд народилася 10 липня 1953 року у Бастері , Сент-Кіттс, Сент-Кіттс і Невіс

у родині Анни Елізи (уродженої Мартін) і Клемента Лібурда.

Після відвідування жіночої школи Бастер Лібурд закінчила середню школу Бастер.
В 1976 році вона здобула ступінь бакалавра мистецтв в Університеті Вест-Індії

## Кар'єра
Лібурд повернулася з-за кордону і почала викладати в середніх школах Бастер і Кайон.
В 1992 році, здобула ступінь бакалавра права з відзнакою у Школі права Нормана Менлі (NMLS), де продовжила навчання, здобувши сертифікат про юридичну освіту в NMLS в 1994 році.
В 1994 році розпочала політичну кар'єру, після початку роботи адвокатом та соліситором у Східний Верховний суд .
В 1997 році вона була призначена секретарем Лейбористської партії.
У 2004 році вона стала спікером Національної асамблеї
,
стала першою жінкою, яка обіймала цю посаду в країні.

Лібурд працювала до 2008 року, коли вона балотувалася кандидатом від виборчого округу № 2, Сент-Кітс і була обрана членом парламенту.

Лібурд розробила законопроект, що містить Закон про домашнє насильство та Закон про рівну оплату праці.

Працювала міністром охорони здоров'я, соціальних послуг, розвитку громади, культури та гендерних питань
,
а також виконувала обов'язки прем'єр-міністра.

У 2011 році Лібурд була представлена на виставці, організованій різними департаментами уряду Сент-Кітс і Невіс, щоб висвітлити видатні досягнення жінок.

У 2013 році Лібурд стала першою жінкою, обраною головою Лейбористської партії

У 2015 році Лейбористська партія була усунена з посади вперше за двадцять років, зробивши її членом опозиції.

У 2018 році вона стала першою жінкою-заступником лідера Національної лейбористської партії та була призначена заступником генерал-губернатора у 2022 році.

Лібурд була призначена першою жінкою, яка стала генерал-губернатором Федерації Сент-Кітс і Невіс 1 лютого 2023 р.